# 本邦外出身者に対する不当な差別的言動の解消に向けた取組の推進に関する法律
本邦外出身者に対する不当な差別的言動の解消に向けた取組の推進に関する法律（ほんぽうがいしゅっしんしゃにたいするふとうなさべつてきげんどうのかいしょうにむけたとりくみのすいしんにかんするほうりつ、平成28年6月3日法律第68号）は、外国人（本邦外出身者とその子孫）に対するヘイトスピーチ（不当な差別的言動）の解消を目的として、国民や国、地方公共団体の責務などに関する法律である。
略称はヘイト法、ヘイトスピーチ法、ヘイトスピーチ解消法、ヘイトスピーチ規制法、ヘイトスピーチ対策法などがある。

## 主務官庁
- 法務省人権擁護局総務課人権擁護推進室

## 概要
この法律が解消すべきとする「本邦外出身者に対する不当な差別的言動」は「差別的意識を助長し又は誘発する目的で公然とその生命、身体、自由、名誉若しくは財産に危害を加える旨を告知し又は本邦外出身者を著しく侮蔑するなど、本邦の域外にある国又は地域の出身であることを理由として、本邦外出身者を地域社会から排除することを煽動する不当な差別的言動」と定義された（第2条）。
「基本理念」を第3条に定め、国民の責務が規定された。
このほか、国や地方公共団体の責務、相談体制の整備、教育の充実、啓発活動等が規定されている。

## 法律の内容

### 前文
- 法律が制定されるようになった経緯として「我が国の地域社会から排除することを煽動する不当な差別的言動」により「多大な苦痛を強いられる」人がいること、「当該地域社会に深刻な亀裂を生じさせている」を挙げている。

### 基本的施策・検討
- 本邦外出身者に対する不当な差別的言動について、以下で定めている。

- - 国は、本邦外出身者に対する不当な差別的言動に関する相談に応ずるとともに、これに関する紛争の防止や解決を図ることができるよう、体制を整備する（5条1項）・これを解消するための教育活動を実施するとともに、その理解を深めることを目的とする広報などの啓発活動を実施し、そのために必要な取組を行う（6条1項および7条1項）。
  - 地方公共団体は、国との役割分担を踏まえ、地域の実情に応じ、上記の施策を行うよう努めるものとする（5条2項、6条2項および7条2項）。

## 経過
第189回国会で、参議院に議員立法として、以下のことについて定める「人種等を理由とする差別の撤廃のための施策の推進に関する法律案」が提出されたが閉会中審査となった。
- 人種などを理由とする不当な差別的行為により他人の権利利益を侵害することを禁止すること（罰則は設けない）
- 人種などを理由とする差別を防止するため、国及び地方公共団体の責務・基本方針の策定・国会への年次報告・人種等差別防止政策審議会の設置について定めること
- 相談体制の整備・啓発活動・人権教育の充実・インターネットでの自主的取組、地域での活動や民間団体の支援・実態調査の実施・関係者の意見の反映を基本的施策として定めること

第190回国会で、参議院に議員立法として「本邦外出身者に対する不当な差別的言動の解消に向けた取組の推進に関する法律案」が提出された。
第190回国会で、参議院法務委員会で本邦外出身者に対する不当な差別的言動の解消に向けた取組の推進に関する法律案について以下の修正がされた。
- 本邦外出身者に対する不当な差別的言動の定義に「本邦外出身者を著しく侮蔑する」を追加する（2条）。
- 不当な差別的言動に係る取組については、施行後における本邦外出身者に対する不当な差別的言動の実態等を勘案し、必要に応じ、検討が加えられるものとする旨の規定を追加する（附則2項）。

第190回国会で、2016年（平成28年）5月13日に参議院で本邦外出身者に対する不当な差別的言動の解消に向けた取組の推進に関する法律案は修正され、人種等を理由とする差別の撤廃のための施策の推進に関する法律案は否決された。同年5月24日に衆議院で本邦外出身者に対する不当な差別的言動の解消に向けた取組の推進に関する法律案は可決され、本法は成立した。
2016年（平成28年）6月3日に公布され、「公布の日から施行する」（附則1項）こととなり、同日から施行した。

## 構成
- 前文
- 第1章 総則
  - 第1条（目的）
  - 第2条（定義）
  - 第3条（基本理念）
  - 第4条（国及び地方公共団体の責務）
- 第2章 基本的施策
  - 第5条（相談体制の整備）
  - 第6条（教育の充実等）
  - 第7条（啓発活動等）
- 附則

## 賛否

### 批判
この法律に対しては、ここに載せているものだけで言うと、「法の下の平等に反する」「規定が不十分で実効性に乏しい」「対策が不十分」「表現の自由への侵害」との種類に分けられる。

#### 法の下の平等に反する
- 日本大学法学部非常勤講師の田上雄大は『ヘイトスピーチ解消法の問題点』という論文の中で「ヘイトスピーチを本邦外出身者に対して行うのが何も国民に限られないため，本邦外出身者が本邦外出身者に対してヘイトスピーチを行うこともありうるのである．ただし，2 条では，ヘイトスピーチを行う主体につい規定していないので，本邦外出身者が行ったものであったとしても本邦外出身者に向けられたものであれば，ヘイトスピーチに該当しうる．それにもかかわらず，その国民のみが解消に努めなければならないのは，法の下の平等に照らして問題がある」と批判した[8]。
- 弁護士の堀内恭彦は、「外国人に対する差別的言動は許されないが日本人に対する差別的言動については問題にしないというおかしな法律である」と評し、このような理念法が成立すれば、その後の個別具体的な法律が作りやすくなるため、今後、必ず禁止や罰則が付き「ヘイトスピーチ審議会」に特定の人種、利害関係者を入れ込むという法律制定の動きが出てくると危惧している。さらに、法律の成立過程を見る限り、自民党を初めとした多くの国会議員に「表現の自由」が侵害されることへの危機意識が感じられないと主張している[9]。

#### 規定が不十分で実効性に乏しい
- ヒューライツ大阪『国際人権ひろば No.128(2016年07月発行号)』では、「ただし、この法律が保護の対象としているのは「適法に居住する日本以外の国・地域の出身者」だけにとどまります。また、この法律にはヘイトスピーチの「禁止条項」もありません。」としてヘイトスピーチ解消法の規定が不十分だと批判している。 また、『ヘイトスピーチ解消のための法律を歓迎しつつ、「実効性」を考える』と題して「また、具体的な施策を実施するための、財政措置もありません。ヘイトの解消に「実効性」ある法とは何かを考え、さらにもう一歩を踏み出すことが、今後の課題です。」としている。  また、「法の施行にあわせて、警察庁は各都道府県警に、ヘイトスピーチに伴う違法行為に対して厳しく対処するよう通達しましたが、それでも禁止規定がない限り、ヘイトスピーチそのものを取り締まることはできません。不当な差別的言動の解消手段は、あくまで「相談体制の整備」と「更なる人権教育と人権啓発」を通じて国民の理解と協力を得ることだと記されています。深刻な人権問題の解決にとって、意識・態度の変革が重要だということは言うまでもありません。しかし、「教育・啓発をしている」ことが、ヘイトスピーチの解消や、被害者の実効的な救済ができないことの言い訳にされてはならないでしょう。」とも指摘している。

#### 対策が不十分
- 国連人権理事会は、ヘイトスピーチ解消法施行後もなくならない現状に懸念を表明し、「対策が限定的で不十分だとの認識」を示した[10]。
- 関東弁護士会連合会は、ヘイトスピーチ解消法に関するアンケートを実施し、「責務を果たそうとする姿勢は見られるが、全体として取り組みは不十分」と結論付けた[11]。
- 金哲敏弁護士は、「ヘイトスピーチ対策は不十分。」と指摘した[12]。

#### 表現の自由への侵害
- 憲法学者の八木秀次は、具体的にどのような行為がヘイトスピーチに当たるのか不明確であり、自治体や教育現場が法律を拡大解釈し過激化する恐れがあると懸念を示している。例えば、外国人参政権が無いのも、朝鮮人学校に補助金を出さないのも、戦時中の朝鮮人強制連行が歴史的事実として誤りだと主張するのも、在日韓国・朝鮮人に対する「侮辱」「差別」だと訴えられる可能性も否定できないとしている。そのため、政府は「どこまでが不当な差別的言動で、どこまでが許される表現なのか」を示す具体的なガイドラインを作るべきであると述べている[13]。
- 産経新聞は『やはり危惧した通り…ヘイトスピーチ解消法による表現の自由の規制が始まった　自民党の責任は重いぞ！』という記事の中でヘイトスピーチ解消法に基づく「川崎市や横浜地裁川崎支部のような決定は、表現の自由に対する「事前規制」につながる」と批判した[14]。

### 評価

#### 消極的評価
- 東京新聞は『ヘイトスピーチ解消法５年　露骨なデモ減ったが…やまぬ攻撃「差別を可視化し、実効性ある規制法を」』という記事の中で「街頭でのヘイトは減少」と評価する一方、「それでも残る課題」の中で「憲法の「表現の自由」との兼ね合いから、条例制定に二の足を踏む自治体も少なくない」とした。

#### 積極的評価
- 韓国籍在日朝鮮人で政治活動家の李信恵は、自身のTwitterに「路上が国会に繋がった。ヘイトスピーチ対策法は、路上に立ってたみんなが作った法律だと思う。嬉しくて、涙が止まらない。」などと書き込み、ヘイトスピーチのデモに対する抗議行動など、差別反対の運動が法案整備につながったと評価した[15]。

## 関連書籍
- 魚住裕一郎「ヘイトスピーチ解消法 成立の経緯と基本的な考え方」（第一法規株式会社） ISBN 978-4474056817
- （監修）師岡康子、（著, 編集）外国人人権法連絡会「Q&Aヘイトスピーチ解消法」（現代人文社） ISBN 978-4877986469